# Edwina Spicer
Edwina Spicer es una periodista y directora de documentales de Zimbabue.

## Biografía
Spicer nació en 1948 en Belfast. Su trabajo se benefició del crecimiento de las empresas de producción independientes entre 1980 y 1995 en su país. Sus documentales han recibido financiación de donantes internacionales y de la Comisión Católica por la Justicia y la Paz en Zimbabue.
Bilo - Breaking the Silence, su documental de 1987, fue el primer mini-largometraje filmado en Zimbabue. En 1988, a pesar del respaldo financiero, la oposición política en Zimbabue le impidió completar un documental titulado Aids -  The Killer Disease sobre el SIDA.
En enero de 2002, su hijo, un activista del movimiento por el cambio democrático (MDC), fue atado a un árbol, golpeado y arrestado por secuestro. Al mes siguiente, la policía registró su casa y su esposo también fue detenido. La propia Spicer fue detenida por la policía después de filmar al líder del MDC, Morgan Tsvangirai, en Harare.

## Películas
- Biko, Breaking the Silence, 1987
- No Need to Blame, 1993
- A Place for Everybody, 1993
- Keeping a Live Voice: 15 Years of Democracy in Zimbabwe, 1995
- Dancing out of Tune: a History of the Media in Zimbabwe, 1999
- Never the Same Again: Zimbabwe's Growth Towards Democracy 1980-2000, 2000